# Dennis Lind
Dennis Lind (Roskilde, 3 februari 1993) is een Deens autocoureur. Hij is het neefje en de neef van respectievelijk Jan en Kevin Magnussen, beiden Formule 1-coureurs.

## Carrière
Lind begon zijn autosportcarrière in 2006 in het karting, waar hij vooral in Scandinavië reed en twee jaar actief bleef. In 2008 stapte hij over naar de Formule Ford. Hij werd hier kampioen in het NEZ-kampioenschap, waarbij hij onder meer zijn neef Kevin Magnussen voorbleef. Tevens werd hij tweede achter Kevin in het Deense kampioenschap en nam hij deel aan enkele races in het Benelux-kampioenschap. Hierdoor kreeg hij een uitnodiging voor het Formule Ford, maar wist hierin de finish niet te bereiken.
In 2009 bleef Lind in de Formule Ford rijden, waarbij hij ditmaal kampioen werd in het Deense kampioenschap. Ook eindigde hij als zevende in het NEZ-kampioenschap en als zestiende in het Benelux-kampioenschap. Hierdoor kreeg hij opnieuw een uitnodiging voor het Formule Ford Festival. Ditmaal kwam hij wel aan de finish op de veertiende positie.
In 2010 reed Lind opnieuw in de Formule Ford, waarbij hij overstapte naar de Britse Formule Ford. Voor het team Fluid Motorsport eindigde hij als vijftiende in het kampioenschap. Tevens deed hij opnieuw mee aan het Formule Ford Festival, wat hij ditmaal winnend afsloot.
In 2011 verliet Lind de Formule Ford om elders in Europa te gaan racen. Hij nam deel aan de eerste vier raceweekenden van de ADAC Formel Masters, waarbij hij voor het team ma-con Motorsport reed. Hij behaalde twee podiumplaatsen en eindigde, ondanks dat hij aan slechts de helft van de races meedeed, als tiende in het kampioenschap. Tevens deed hij voor Performance Racing mee aan het laatste raceweekend van het Duitse Formule 3-kampioenschap op de Hockenheimring als gastcoureur, waarbij hij de races respectievelijk als zesde en achtste eindigde. Ook nam hij deel aan twee raceweekenden van de Deense Peugeot Spider Cup, waar hij twee van de vier races won en hierdoor als achtste in het kampioenschap eindigde.
In 2012 reed Lind in verschillende kampioenschappen. Hij eindigde als tweede in de eindstand in het Auto-G Danish Thundersport Championship achter zijn oom Jan Magnussen. Ook reed hij in acht van de veertien races in de V8 Thunder Cars Sweden, waar hij negentiende werd, en nam hij deel aan de Nordic Camaro U.S. Race.
In 2013 bleef Lind rijden in het Auto-G Danish Thundersport Championship. Hij behaalde voor het Team DMD zes overwinningen en drie andere podiumplaatsen in veertien races, waardoor hij met zeven punten verschil op John Nielsen kampioen werd.
In 2014 keerde Lind terug in het formuleracing, waarbij hij binnen het Acceleration 2014-kampioenschap in de Formula Acceleration 1 reed. In het eerste raceweekend op het Autódromo Internacional do Algarve kwam hij niet in actie, maar in het tweede weekend op het Circuito de Navarra verving hij Felix Rosenqvist bij het Acceleration Team Zweden. Tevens reed hij in het eerste raceweekend van de European Le Mans Series op Silverstone voor het team AF Corse in de GTC-klasse.